# Borja Gómez Pérez
Borja Gómez Pérez (Madrid, Comunidad de Madrid, España, 14 de mayo de 1988) es un futbolista español que se desempeña en la posición de defensa y actualmente está sin equipo. Sus anteriores equipos han sido el Real Murcia, elReal Oviedo, el Rayo Vallecano, AD Alcorcón y de las categorías inferiores del Real Madrid entre otros clubes.

## Trayectoria
Borja Gómez se crio en las categorías inferiores del Real Madrid, aunque a partir de 2007 tuvo que buscarse la vida lejos de la casa blanca. De 2007 a 2010 vistió la camiseta del Alcorcón. El jugador que está a prueba en el equipo murciano se incorporó después al Rayo Vallecano, otro equipo madrileño. Incluso probó suerte en el extranjero, en el Karpaty de la liga ucraniana.
Después de su experiencia internacional volvió a España para jugar en el Granada, el Hércules y el Lugo. 
En verano de 2015, llegó a las filas del Real Oviedo de Segunda División y allí jugó 15 partidos de titular, hasta que el 3 de enero de 2016 se lesionó de gravedad. El diagnóstico fue rotura parcial del tendón rotuliano y luxación de rótula, con un periodo de baja de siete meses. El madrileño se operó con éxito en el Sport Clinic de Murcia de los doctores Pedro Luis Ripoll y Mariano de Prado.

En enero de 2017, tras recibir la baja del Real Oviedo en verano de 2016, se incorpora a las filas del Real Murcia del Grupo IV de la Segunda B para volver a retomar el fútbol.

## Clubes
| Club                                  | País    | Año                         |
| ------------------------------------- | ------- | --------------------------- |
| Categorías inferiores del Real Madrid | España  | ??                          |
| AD Alcorcón                           | España  | 2007-2010                   |
| Rayo Vallecano de Madrid              | España  | 2010-enero de 2011          |
| FC Karpaty Lviv                       | Ucrania | enero de 2011-enero de 2012 |
| Granada C.F.                          | España  | enero de 2012-2013          |
| Hércules C.F. (Cedido)                | España  | 2013-2014                   |
| Club Deportivo Lugo (Cedido)          | España  | 2014-2015                   |
| Real Oviedo                           | España  | 2015-2016                   |
| Real Murcia                           | España  | 2017                        |
| Unión Deportiva Logroñés              | España  | 2017                        |
| UD Sanse                              | España  | 2018                        |
| East Bengal                           | India   | 2018-2020                   |